# Troglodytes ochraceus
Troglodytes ochraceus là một loài chim trong họ Troglodytidae.